# Luftstreitkräfte der Koreanischen Volksarmee
Die Luftstreitkräfte der Koreanischen Volksarmee (조선인민군 항공 및 반항공군, engl.: Korean People's Army Air and Anti-Air Force) sind eine Teilstreitkraft der Demokratischen Volksrepublik Korea.

## Geschichte
Die nordkoreanischen Luftstreitkräfte begannen 1945 als Korean Aviation Society. Sie waren nach dem Vorbild der Fliegerclubs in der Sowjetunion organisiert. 1946 wurde die Gesellschaft zu einer militärischen Organisation und zur Luftfahrtdivision der Koreanischen Volksarmee. Im November 1948 wurde sie zu einer eigenständigen Teilstreitkraft. Die nordkoreanischen Luftstreitkräfte integrierten einen Großteil der ursprünglichen sowjetischen Lufttaktiken sowie die nordkoreanischen Erfahrungen aus den UN-Bombenangriffen während des Koreakrieges.
Die nordkoreanischen Luftstreitkräfte wurden auch im Ausland eingesetzt. Während des Vietnamkriegs wurde ein Jagdgeschwader nach Nordvietnam entsandt. Kim Il-sung soll den nordkoreanischen Piloten gesagt haben, sie sollten „im Krieg kämpfen, als ob der vietnamesische Himmel ihr eigener wäre“.
Am 15. April 1969 schossen MiG-21 der nordkoreanischen Luftstreitkräfte eine Lockheed EC-121 Warning Star in internationalem Luftraum über dem Japanischen Meer ab.
1973 wurde eine nordkoreanische MiG-21-Flotte nach Bir Arida entsandt, um die Verteidigung Südägyptens während des Jom-Kippur-Kriegs zu unterstützen.
In den Jahren 1990 bis 1991 betrieb Nordkorea vier vorgeschobene Luftwaffenstützpunkte in der Nähe der DMZ.

## Aufstellung
Wegen der Abschottung Nordkoreas ist die genaue Anzahl der betriebsbereiten Flugzeuge schwer festzustellen.

### Flugzeuge

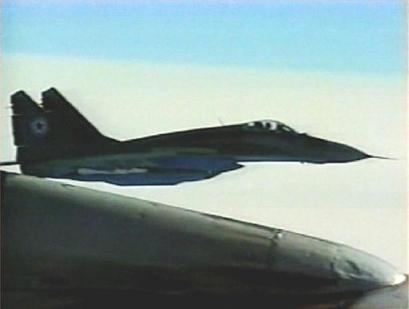
Mikojan-Gurewitsch MiG-29S „Fulcrum“ Serie 9.13

Stand: Ende 2023
| Typ                       | Herkunft                        | Funktion               | Version              | Aktiv          | Anmerkungen     |
| Kampfflugzeuge            | Kampfflugzeuge                  | Kampfflugzeuge         | Kampfflugzeuge       | Kampfflugzeuge | Kampfflugzeuge  |
| ------------------------- | ------------------------------- | ---------------------- | -------------------- | -------------- | --------------- |
| Mikojan-Gurewitsch MiG-17 | Sowjetunion Volksrepublik China | Leichtes Jagdflugzeug  | Shenyang J-5         | 106            | Lizenzfertigung |
| Mikojan-Gurewitsch MiG-19 | Sowjetunion Volksrepublik China | Leichtes Jagdflugzeug  | Shenyang J-6         | 97             | Lizenzfertigung |
| Mikojan-Gurewitsch MiG-21 | Sowjetunion Volksrepublik China | Abfangjäger            | Chengdu J-7MiG-21PFM | 12026          | Lizenzfertigung |
| Mikojan-Gurewitsch MiG-23 | Sowjetunion                     | Abfangjäger            | MiG-23MLMiG-23P      | 4610           |                 |
| Mikojan-Gurewitsch MiG-29 | Sowjetunion                     | Mehrzweckkampfflugzeug |                      | 35             |                 |
| Iljuschin Il-28           | Sowjetunion Volksrepublik China | Bomber                 | Harbin H-5           | 80             | Lizenzfertigung |
| Suchoi Su-7               | Sowjetunion                     | Jagdbomber             |                      | 18             |                 |
| Suchoi Su-25              | Sowjetunion                     | Erdkampfflugzeug       |                      | 34             |                 |
| Transportflugzeuge        |                                 |                        |                      |                |                 |
| Antonow An-2              | Sowjetunion                     | Transportflugzeug      |                      |                |                 |
| Antonow An-24             | Sowjetunion                     | Transportflugzeug      |                      | 1              |                 |
| Iljuschin Il-62           | Sowjetunion                     | Geschäftsreiseflugzeug |                      | 2              |                 |
| Schulflugzeuge            |                                 |                        |                      |                |                 |
| Mikojan-Gurewitsch MiG-15 | Sowjetunion Volksrepublik China | Strahltrainer          | FT-2                 | 34             | Lizenzfertigung |
| Mikojan-Gurewitsch MiG-17 | Sowjetunion Volksrepublik China | Strahltrainer          | FT-5                 | 135            | Lizenzfertigung |
| Suchoi Su-25              | Sowjetunion                     | Strahltrainer          |                      | 4              |                 |

### Hubschrauber
Stand: Ende 2023
| Typ                   | Herkunft              | Version               | Aktiv                 | Anmerkungen                           |
| Mehrzweckhubschrauber | Mehrzweckhubschrauber | Mehrzweckhubschrauber | Mehrzweckhubschrauber | Mehrzweckhubschrauber                 |
| --------------------- | --------------------- | --------------------- | --------------------- | ------------------------------------- |
| Hughes OH-6           | Vereinigte Staaten    | MD500                 | 84                    | Illegal erworben; Teilweise bewaffnet |
| Mil Mi-2              | Sowjetunion           |                       | 48                    |                                       |
| Mil Mi-8              | Sowjetunion           |                       | 41                    |                                       |
| Mil Mi-14             | Sowjetunion           |                       | 8                     | Zur U-Boot-Jagd                       |
| Kampfhubschrauber     |                       |                       |                       |                                       |
| Mil Mi-24             | Sowjetunion           |                       | 20                    |                                       |
| Transporthubschrauber |                       |                       |                       |                                       |
| Mil Mi-26             | Sowjetunion           |                       | 4                     |                                       |

### Waffensysteme
Die Luftwaffe verfügt über folgende Waffensysteme:
Flugabwehr:
- 179+ S-75 Dwina ()
- S-125M1 Pechora ()
- 10 S-200A Angara ()
- 9K32 Strela-2 ()
- 9K34 Strela-3 ()
- 9K310 Igla-1 ()
- KN-06 (vergleichbar mit früheren Versionen von S-300)[10] ()

Luft-Luft-Raketen:
- Wympel R-3 ()
- Wympel R-23 ()
- Wympel R-27 ()
- Wympel R-60 ()
- Wympel R-73 ()
- PL-5 ()
- PL-7 ()

Luft-Boden-Raketen:
- Ch-23 ()
- Ch-25 ()
- Ch-29L ()

### Stützpunkte
Flugplätze:
- Changjin (mit unterirdischer Kaverne) ()
- Hwangju (mit unterirdischer Kaverne) ()
- Hwangsuwon ()
- Hyesan ()
- Hyon-ni (mit unterirdischer Kaverne) ()
- Kaech’on (mit unterirdischer Kaverne) ()
- Koksan (mit unterirdischer Kaverne) ()
- Kuktong ()
- Kuum-ni (mit unterirdischer Kaverne) ()
- Pungchon (mit unterirdischer Kaverne) ()
- Manpo ()
- Mirim (Trainings Gelände und VIP Flugplatz)[13] ()
- Nuchon-ni ()
- Onchon (mit unterirdischer Kaverne) ()
- Orang ()
- Panghyon ()
- Pukch’ang (mit unterirdischer Kaverne) ()
- Pyongyang Sunan International Airport (mit unterirdischer Kaverne) ()
- Riwŏn ()
- Samjiyon ()
- Sondok ()
- Sungam Ni ()
- Sunchon (mit unterirdischer Kaverne) ()
- Taechon (mit unterirdischer Kaverne) ()
- Taetan (mit unterirdischer Kaverne) ()
- Toksan (mit unterirdischer Kaverne) ()
- Uiju (mit unterirdischer Kaverne) ()
- Wonsan (mit als Autobahntunnel getarnter unterirdischer Kaverne) ()

Andere Stützpunkte:
- Chunghwa ()
- Kanch’on (Hubschrauber)
- Kilchu (Hubschrauber) ()
- Kowon (Hubschrauber) ()
- Pakchon (Hubschrauber) ()
- Samjangkol (Hubschrauber)